# Rio Sororó
Rio Sororó är ett vattendrag i Brasilien.   Det ligger i delstaten Pará, i den centrala delen av landet, 1 200 km norr om huvudstaden Brasília.
Omgivningarna runt Rio Sororó är huvudsakligen savann. Runt Rio Sororó är det glesbefolkat, med 13 invånare per kvadratkilometer.